# Solaris Urbino 10
Solaris Urbino 10 — коммерческий низкопольный автобус средней вместимости производства Solaris Bus & Coach, предназначенный для городских маршрутов. Производится с 2002 года в двух поколениях.

## История
Автобус Solaris Urbino 10 впервые был представлен компанией Neoplan Polska. По заказу одного из городов 10-метровых автобусов компания Solaris Bus & Coach выпустила автобус, изначально называемый Solaris Urbinetto 10. При этом было принято решение снять с производства модель Solaris Urbino 9.
Весной 2005 года стартовало производство второго поколения. Двигатели взяты от итальянского производителя Iveco и американского Cummins. Больше всего на модели ставили американские двигатели Cummins ISB6.7E5 250B и Cummins ISB6.7E5 285B. Оси и трансмиссии взяты от немецкого производителя ZF Friedrichshafen AG.

## Эксплуатация
Автобусы Solaris Urbino 10 эксплуатируются в Австрии, Чехии, Франции, Германии, Норвегии, Польше, Швейцарии, Венгрии, Италии и Словакии.